# William Huggins
William Huggins (7 de febrero de 1824-12 de mayo de 1910) fue un astrónomo británico más conocido por sus trabajos pioneros en espectroscopia astronómica junto con su esposa, Margaret.

## Biografía
Huggins nació en Cornhill, Middlesex, en 1824. En 1875 se casó con Margaret Lindsay, que también se interesaba por la astronomía y la investigación científica. Hay evidencias que indican que ella fue quien alentó el exitoso programa de investigación foto-astronómica de su marido y ayudó a sistematizar sus investigaciones.
Huggins construyó un observatorio privado en el número 90 de Upper Tulse Hill, Londres, desde donde él y su esposa llevaron a cabo extensas observaciones de las líneas de emisión espectral y las líneas de absorción de diversos objetos celestes.
El 29 de agosto de 1864, Huggins fue el primero en tomar el espectro de una nebulosa planetaria al analizar NGC 6543.
También fue el primero en distinguir entre nebulosas y galaxias al demostrar que algunas (como la nebulosa Orión) tenían espectros de emisión puros característicos de los gases, mientras que otras, como la galaxia Andrómeda, tenían las características espectrales de las estrellas.
En el análisis de los espectros, Huggins contó con la ayuda de su vecino, el químico William Allen Miller. Huggins fue también el primero en adoptar la fotografía con placa seca para obtener imágenes de objetos astronómicos.
En 1868, las observaciones de Sirio mostraron un corrimiento al rojo, por lo que Huggins planteó la hipótesis de que podía calcularse la velocidad radial de la estrella.
Huggins ganó la Medalla de Oro de la Real Sociedad Astronómica en 1867, junto con William Allen Miller. Posteriormente fue Presidente de la Real Sociedad Astronómica de 1876 a 1878, y volvió a recibir la Medalla de Oro (esta vez en solitario) en 1885. Ocupó el cargo de directivo de la Real Sociedad Astronómica durante un total de 37 años, más que ninguna otra persona.
Huggins fue elegido miembro de la Royal Society en junio de 1865, recibió la Medalla Real (1866), la Medalla Rumford (1880) y la Medalla Copley (1898) y pronunció la Conferencia Bakerian en 1885.
Posteriormente fue Presidente de la Royal Society de 1900 a 1905. En su discurso presidencial de 1904 elogió a los Fellows caídos y distribuyó los premios de ese año.
Murió en su casa de Tulse Hill, Londres, tras una operación de hernia en 1910 y fue enterrado en el crematorio de Golders Green.

## Telescopios
En 1856, Huggins adquirió un telescopio de 5 pulgadas de diámetro de Dollond. En 1858 se añadió un telescopio de 8 pulgadas de Clark. Ambos eran telescopios refractores. Tenían objetivos de cristal.
En 1871, Huggins adquirió un telescopio reflector especular de 0,46 m (18 pulgadas) a la Grubb Telescope Company.

## Premios y honores

### Distinciones
Knight Commander of the Order of the Bath (KCB) en la lista de honores del Jubileo de Diamante de 1897, el 22 de junio de 1897.
Huggins fue uno de los primeros galardonados con la Orden del Mérito (OM) en la lista de Honores de la Coronación de 1902, publicada el 26 de junio de 1902, y recibió la orden de manos del Rey Eduardo VII en el Palacio de Buckingham el 8 de agosto de 1902.

### Premios
- Medalla Real (1866)
- Medalla de oro de la Real Sociedad Astronómica (1867 con William Allen Miller).
- Premio Lalande (1870)
- Medalla Rumford (1880)
- Premio Valz (1882)
- Miembro de la Real Academia Sueca de Ciencias (1883)
- Medalla de oro de la Real Sociedad Astronómica (1885, en solitario)
- Medalla Janssen (1888)
- Medalla Copley (1898).
- Medalla Henry Draper (1901).
- Medalla Bruce (1904).

### Llevan su nombre
- Huggins (cráter lunar)
- Huggins (cráter marciano)
- Asteroide 2635 Huggins

## Publicaciones
- Spectrum analysis in its application to the heavenly bodies. Manchester, 1870 (Clases de ciencia populares)
- (con Lady Margaret Lindsay Huggins): An atlas of representative stellar spectra from [lambda] 4870 to [lambda] 3300, together with a discussion of the evolution order of the stars, and the interpretation of their spectra; preceded by a short history of the observatory. Londres, 1899

(Publicaciones del Observatorio Sir William Huggins; v. 1)
- The Royal Society, or, Science in the state and in the schools. Londres, 1906.
- The scientific papers of Sir William Huggins; editado por Sir William y Lady Huggins. Londres, 1909 (Publicationes del Observatorio; v. 2)